# Mikronezyjczycy
Mikronezyjczycy – rdzenna ludność wysp Mikronezji pochodzenia austronezyjskiego.
Mikronezyjczycy są spokrewnieni z Polinezyjczykami, a w mniejszym stopniu z Melanezyjczykami. Ich liczebność wynosi ok. 300 tys. osób. Proces zasiedlania wysp Mikronezji zapoczątkowany został w drugim tysiącleciu p.n.e. Trwał przez około 2 tys. lat. Na Mikronezję Zachodnią przybywała ludność z Filipin lub Indonezji, zaś na wyspy Mikronezji Wschodniej osadnicy z Melanezji.
Dawni Mikronezyjczycy wyznawali politeizm. W wierzeniach obecne były: kult przodków, animizm oraz wiara w bezosobową siłę „mana”, co związane było z zachowywaniem wynikającym z wierzeń tabu. Obecnie większość ludności wyznaje chrześcijaństwo.
Mieszkańcy Mikronezji posługują się 10 językami z grupy mikronezyjskiej (ok. 200 tys.). Należą do nich: yap (5 tys.), karoliński (5 tys.), gilbertański (70 tys.), kusajski (4 tys.), marszalski (25 tys.), nauruański (6 tys.), ngatik, ponape (20 tys.), chuuk (30 tys.) oraz ulithi.
Mikronezyjczycy trudnią się rybołówstwem, uprawą warzyw i owoców oraz hodowlą świń i drobiu. Rozwinęli także tkactwo i plecionkarstwo. W zachodniej części Mikronezji występowało też garncarstwo. Mikronezyjczycy słyną z umiejętności żeglarskich i oryginalnego budownictwa.
Badaczem kultury ludów Mikronezji był Polak Jan Kubary.